# Кондариотиса
Кондариотиса (на гръцки: Κονταριώτισσα, рядко Κουντουριώτισσα, Кундуриотиса) е село в Егейска Македония, Гърция, част от дем Дион-Олимп в административна област Централна Македония.

## География
Селото е разположено на 60 m надморска височина в Пиерийската равнина на десния бряг на река Мавронери. От град Катерини е отдалечено на 8 km в южна посока.

## История
Името Кондариотиса се споменава за пръв път през Средновековието.
В края на XIX век Кондариотиса е гръцко село в Османската империя. След Балканските войни (1912 - 1913) селото попада в Гърция. След разгрома на Гърция в Гръцко-турската война в 20-те години на XX век в селото са заселени 101 семейства или 399 души гърци бежанци от малоазиатското село Еникьой (Неохори). В 1928 година селото е смесено местно-бежанско със 101 бежански семейства и 362 души.
Кондариотиса е самостоятелна община до 1999 година, когато прераства в дем. От 2011 година демът е обединен в дем Дион-Олимп.
Селото има детска градина, училище, кметство и централен площад. Основна забележителност на Кондариотиса е византийската църква „Успение Богородично“. Има също така и нов манастир „Свети Ефрем Сириец“, в който се пази дясната ръка на Свети Ефрем. Селото е разделено на две епархии – на местните с център църквата „Света Параскева“ и на малоазиатските гърци с център църквата „Свети Тома“. В памет на бежанците от Мала Азия на площада до „Свети Тома“ е издигнат паметник. В селото има и старообредническа църква „Свети Безсребреници“. Гробищната църква на малоазиатците е „Свети Атанасий“, а на местните – „Успение Богородично“.
Извън селото са разположени църквите „Света Ирина“ и „Света Варвара“. Местният силогос се казва „Пиерес“, а баскетболният клуб – „Павлос Мелас“.
Жителите на Кондариотиса се занимават предимно със земеделие – произвеждат тютюн, пшеница, картофи.
| Година    | 1913 | 1920 | 1928 | 1940 | 1951 | 1961 | 1971 | 1981 | 1991 | 2001 | 2011 | 2021 |
| --------- | ---- | ---- | ---- | ---- | ---- | ---- | ---- | ---- | ---- | ---- | ---- | ---- |
| Население | 388  | 447  | 888  | 1173 | 1301 | 1522 | 1372 | 1390 | 1717 | 1980 | 1662 | 1489 |

## Личности
Родени в Кондариотиса
- Атанасиос Кулианопулос (Αθανάσιος Κουλιανόπουλος), гръцки андартски деец от трети клас, ръководи селския гръцки комитет и подпомага преминаването на гръцките чети от Лариса към вътрешността на Македония[5]
- Василиос Янакос (Βασίλειος Γιαννάκος), гръцки андартски деец, четник[5]
- Василиос Карамистопулос (Βασίλειος Καραμηστόπουλος), гръцки андартски деец от трети клас[5]
- Димитриос Нациос (Δημήτριος Νάτσιος), гръцки андартски деец от трети клас под командването на Малеас, участва в борбата с румънската пропаганда и в нападението над Апостол Хаджигогу[5]